# Metalocyklopentany

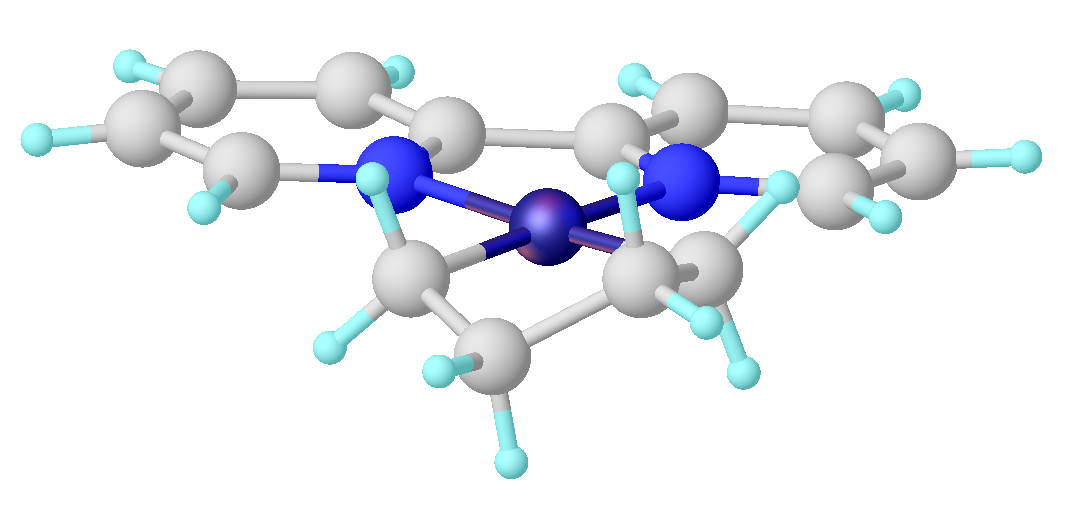
Strultura nikelacyklopentanového komplexu Ni(bipyridin)(CH_{2})_{4}

Metalocyklopentany jsou organické sloučeniny odpovídající obecnému vzorci LnM(CH2)4 (Ln jsou ligandy a M = kov); patří mezi metalocykly. Metalocyklopentany jsou meziprodukty některých homogenních reakcí katalyzovaných kovy.

## Příprava
Metalocyklopentany se běžně připravují dialkylacemi dihalogenidů kovů 1,4‐bis(brommagnesio)butanem nebo odpovídající dilithiovou sloučeninou. Komplex Ni(bipyridin)C4H8 se připravuje oxidační adicí 1,4-dibrombutanu na sloučeniny Ni0. Metalocyklopentany mohou také vznikat dimerizacemi ethenu v koordinačních sférách kovů s nízkými oxidačními čísly; takovéto reakce probíhají při katalytické výrobě butenů a podobných alkenů.

## Struktura
Nesubstituované metalocyklopentany mají podobné konformace jako cyklopentan.

## Výskyt
První metalocyklopentany byly nalezeny při studiích lineárních dimerizací a cyklodimerizací alkenů katalyzovaných niklem. Lineární dimerizace probíhaly přes beta-hydridové eliminace nikelacyklopentanů (Ph3P)Ni(CH2)4, zatímco cyklodimerizace za vzniku cyklobutanů procházely přes redukční eliminace sloučenin typu (Ph3P)2Ni(CH2)4.
Dalším příkladem metalocyklu je derivát titanocenu Cp2Ti(CH2)4.
Metalocyklopentany jsou meziprodukty dimerizací, trimerizací a tetramerizací ethenu katalyzovaných kovy, kterými vznikají but-1-en, hex-1-en a okt-1-en, látky používané jako komonomery při výrobě polyethylenu.

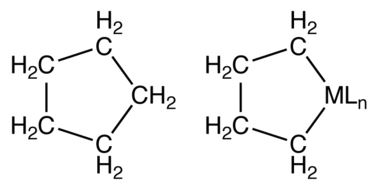
Cyklopentan a metalocyklopentan

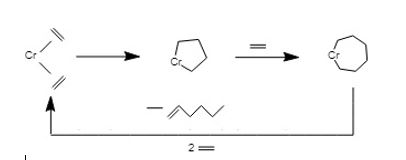
Trimerizace katalyzovaná chromem

Při vývoji heterogenních katalyzátorů metatezí alkenů byly metalocyklopentany navrženy jako meziprodukty tvorby alkylidenů kovů z ethenu. Tyto meziprodukty se mohou izomerizovat na metalocyklobutany, které poté odštěpí alken za vzniku alkylidenu.